# Колібрі-аметист багамський
Колі́брі-амети́ст багамський (Nesophlox evelynae) — вид серпокрильцеподібних птахів родини колібрієвих (Trochilidae). Мешкає на Багамських Островах та на островах Теркс і Кайкос. Раніше вважався конспецифічним з інагуанським колібрі-аметистом.

## Опис

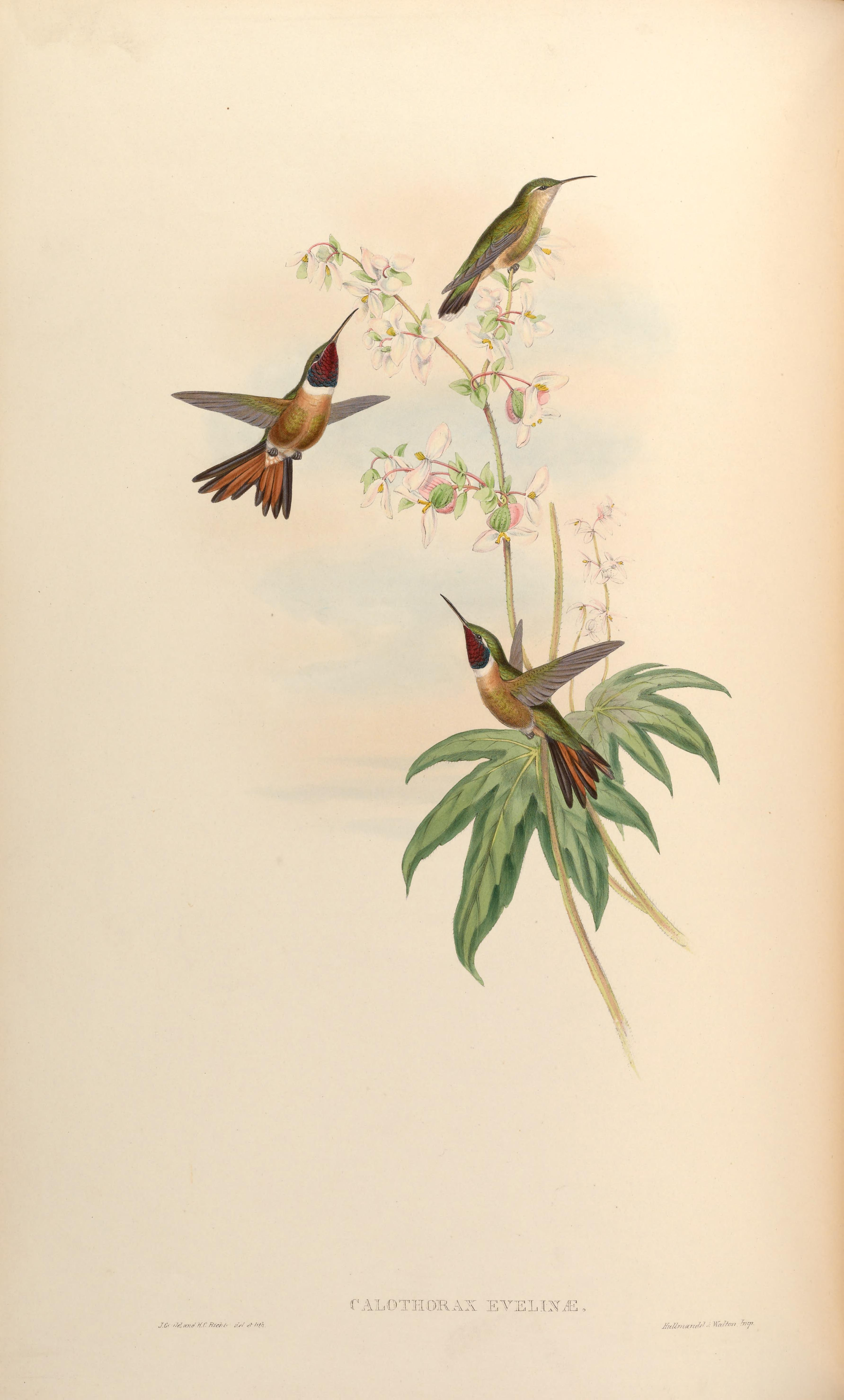
Багамські колібрі-аметисти

Довжина птаха становить 8-9,5 см, вага 2,4-3 г. У самців під час сезону розмноження верхня частина тіла зелена, блискуча, за очима невеликі білі плямки. На підборідді і горлі яскраво-фіолетова, блискуча пляма, окаймлена білою смугою. Груди білі, живіт рудувато-коричневий, поцяткований з боків зеленуватими плямками. Боки рудувато-коричневі. Хвіст роздвоєний, крайні стернові пера зелені, решта стернових пер коричнюваті. Дзьоб чорний, дещо вигнутий, лапи чорні. Під час негніздового періоду горло набуває блідо-сірого забарвлення.
У самиць верхня частина тіла тьмяно-зелена, за очима невеликі білі плямки. Підборіддя і горло світло-сірі, місцями поцятковані невеликими зеленими плямками. Груди білуваті, живіт блідо-рудувато-коричневий. хвіст округлий, не роздвоєний. Центральні стернові пера зелені, решта стернових пер коричневі з широкою чорною смугою на кінці.

## Поширення і екологія
Багамські колібрі-аметисти мешкають на більшості островів Багамського архіпелага, за винятком островів Інагуа. Також вони неодноразово спостерігалися у Флориді, а в квітні 2013 року птаха спостерігали в окрузі Ланкастер в Пенсільванії. На островах Великий Багама, Грейт-Абако і Андрос багамські колібрі-аметисти менш численні, оскільки там вони конкурують з агресивними кубинськими колібрі-смарагдами. 
Багамські колібрі-аметисти живуть в садах, чагарникових заростях, вторинних лісах, на узліссях вічнозелених тропічних лісів і соснових лісів. Вони ведуть переважно осілий спосіб життя. Живляться нектаром різноманітних квітучих рослин, зокрема Russelia, Leonotis, Ipomoea, Euphorbia fulgens, Pedilanthus, Duranta, Lantana, Stachytarpheta, Ernodes, Dicliptera, Cordia і Bauhinia, а також дрібними комахами.
Багамські колібрі-аметисти розмножуються протягом всього року, з піком в квітні. Гніздо невелике, чашоподібне, робиться з рослинних волокон і павутиння. В кладці 2 білих яйця овальної форми. Інкубаційний період триває приблизно 15-16 днів. Пташенята покидають гніздо через 20-24 дні після вилуплення, однак стають повністю самостійними ще через 20-30 днів.